# Monstre de Gila
El monstre de Gila (Heloderma suspectum, d'heloderma, "amb escates" i suspectum, "sospitós", el nom comú es refereix al riu Gila d'Arizona) és una espècie de sauròpsid (rèptil) escatós de la família Helodermatidae que viu als deserts de Mèxic i al sud-oest dels Estats Units d'Amèrica, essent un dels pocs llangardaixos espècie verinosos. La llargària és d'uns 60 centímetres i acostuma a viure uns 29 anys.

## Morfologia
El monstre de Gila és el llangardaix més gran nadiu dels Estats Units. Mesura aproximadament entre 35 i 58,5 cm de llarg. És corpulent, amb potes petites, poderoses urpes i una cua curta i gruixuda on emmagatzema el greix que utilitza com a energia durant la hibernació o quan hi ha escassetat d'aliments. La pell del monstre de Gila és rugosa, amb marques irregulars brillants de color rosat, groc o blanc, sobre escates negres o marrons. Es desplaça amb exagerada lentitud, no sap córrer, pesa de 2 a 3 kg i és un rèptil passiu de lents moviments.

## Història
| Explicació dels números | Explicació dels números                |
| ----------------------- | -------------------------------------- |
| 1                       | Eocè final (uns 35 milions d'anys)     |
| 2                       | Miocè superior (uns 10 milions d'anys) |
| 3                       | Pliocè (uns 4,4 milions d'anys)        |
| 4                       | Pliocè (uns 3,0 milions d'anys)        |

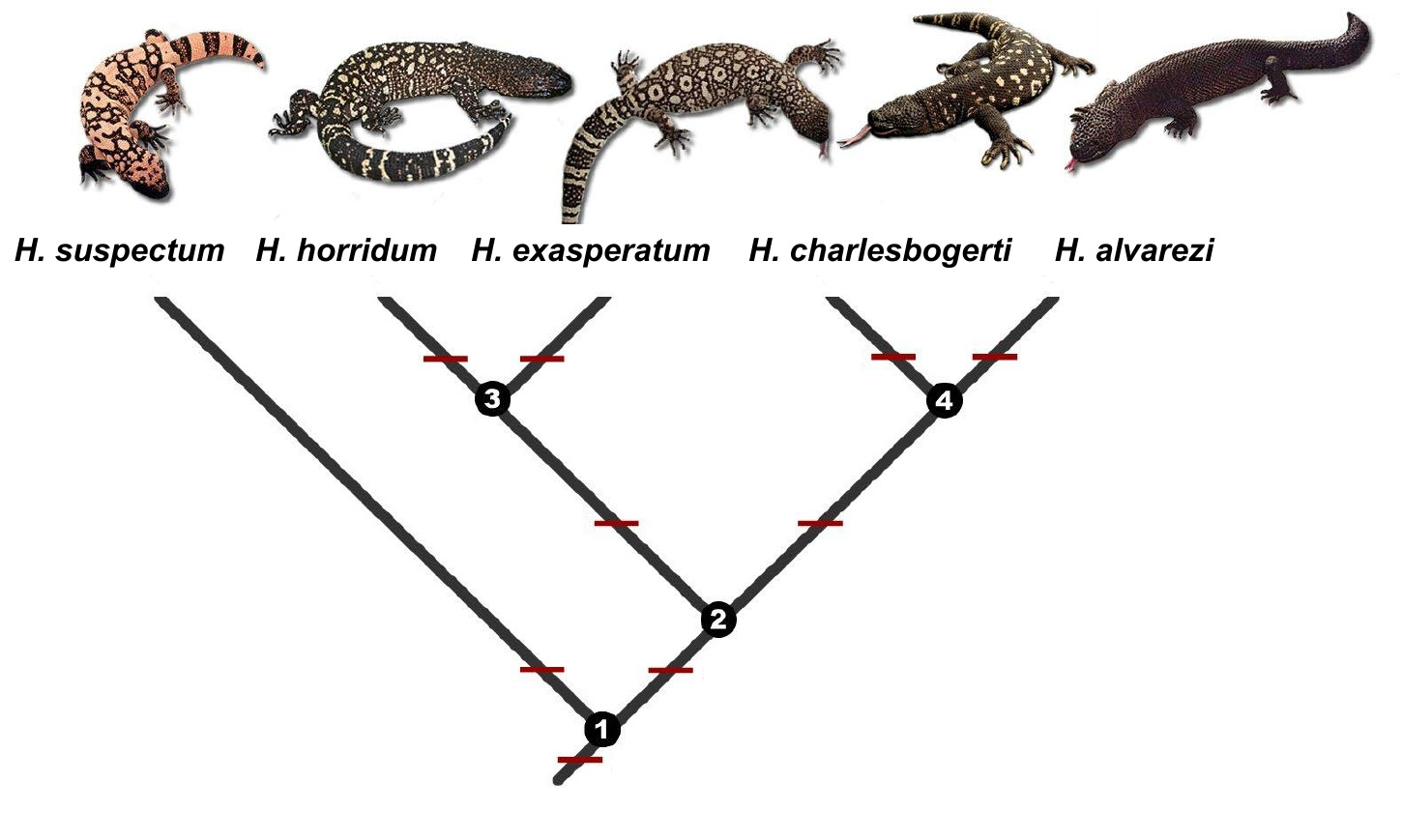
Divisió evolutiva del gènere Heloderma en espècies (Reiserer et al)

El nom "Gila" es refereix a la conca del riu Gila als estats dels Estats Units d'Arizona i Nou Mèxic, on el monstre de Gila abans era abundant. Heloderma significa "pell tapada", de les paraules del grec antic helos (ἧλος), "el cap d'un clau o tac", i derma (δέρμα), "pell". Suspectum ve del descriptor, paleontòleg Edward Drinker Cope. Al principi, aquest nou exemplar d′Heloderma es va identificar erròniament i es va considerar una variació del nord del llangardaix amb comptes que ja se sap que viu a Mèxic. Es va sospitar que el llangardaix podria ser verinós a causa dels solcs de les dents.

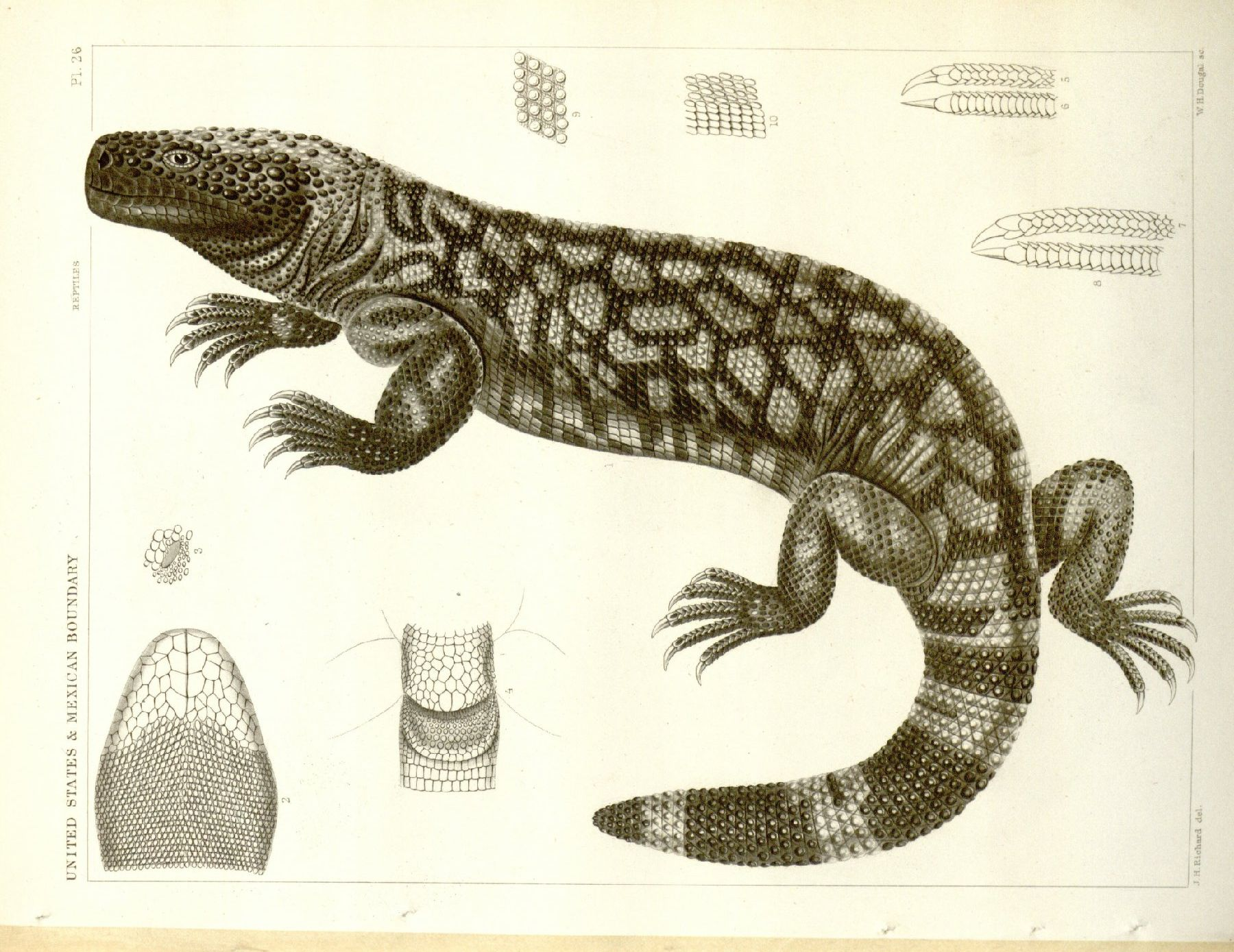
El primer dibuix d'un monstre de Gila de Baird, S. F. (1857)

El monstre de Gila és l'espècie de llangardaix més gran existent nativa d'Amèrica del Nord al nord de la frontera mexicana. La seva longitud del musell a la cloaca oscil·la entre 26 a 36 cm. La cua és aproximadament el 20% de la mida del cos, i els exemplars més grans poden arribar 51 a 56 cm en longitud total. La massa corporal sol estar en el rang de 550 a 800 g. Apareixen forts en la seva estructura corporal amb un musell robust, un cap massiu i uns ulls d'aspecte "petits", que poden estar protegits per una membrana nictitant.
El monstre de Gila té quatre parents propers vius, tots ells llangardaixos amb escames. Hi ha tres espècies a Mèxic: Heloderma exasperatum, Heloderma horridum i Heloderma alvarezi, així com una altra espècie a Guatemala: Heloderma charlesbogerti.
La història evolutiva dels Helodermatidae es remunta al període Cretaci (fa 145 a 166 milions d'anys), quan Gobiderma pulchrum i Estesia mongolensis estaven presents. El gènere Heloderma existeix des del Miocè, quan H. texana hi va viure. S'han trobat fragments d'osteoderms del monstre de Gila als jaciments del Pleistocè final (fa 10.000 a 8.000 anys) prop de Las Vegas, Nevada. Com que les helodèrmides s'han mantingut relativament sense canvis morfològicament, de tant en tant es consideren fòssils vius. Encara que el monstre de Gila sembla estretament relacionat amb els varànids d'Àfrica, Àsia i Austràlia, la seva àmplia separació geogràfica i les seves característiques diferents indiquen que Heloderma està millor situat en una família separada.

## Ecologia
És un dels dos únics llangardaixos verinosos, juntament amb el seu cosí Heloderma horridum, que viu als deserts de Mèxic i al sud-oest dels Estats Units d'Amèrica.

### Verí

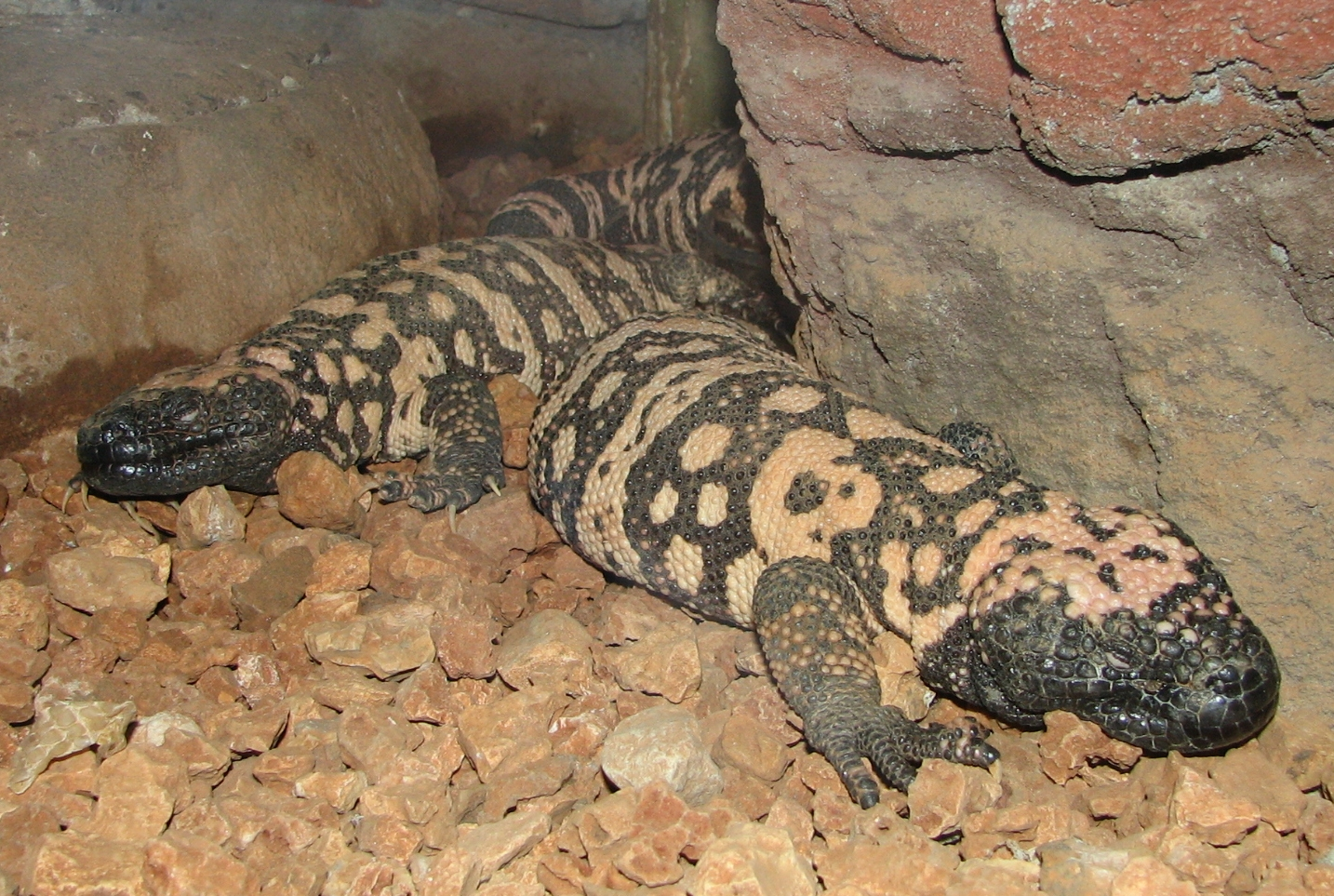
Un monstre de Gila

El verí es produeix a glàndules salivals modificades al maxil·lar inferior del Monstre de Gila, a diferència de les serps, el verí del qual es produeix en la mandíbula superior. Ja que la presa del Monstre de Gila consta principalment d'ous, animals petits, i altres preses "indefenses", es creu que el verí del monstre de Gila evolucionava cap a defensiu que per a l'ús de cacera.

### Dieta i reproducció
El monstre de Gila s'alimenta principalment de petits mamífers (petits conills o esquirols), ocells, ous de rèptils i ocells i petits vertebrats i cucs. També s'alimenta de granotes, llangardaixos, carronya i insectes. Els monstre de Gila petits mengen el 50% del seu pes amb un sol àpat, mentre que els adults 35%.
Detecta la presència de les preses per l'olfacte, que té molt desenvolupat, i també pel gust, servint-se de la seva llengua com d'un detector eficaç. És un real golafre, que devora tot el comestible que troba. Aquests llangardaixos ataquen les seves víctimes mossegant i aferrant-s'hi al mateix temps que roden sobre l'esquena per a permetre que el verí flueixi l'interior de la ferida sense deixar de mastegar per tal d'infligir ferides encara més importants. S'engreixa ràpidament i se li infla la cua, perquè és en aquesta part del seu cos, on se li acumulen les reserves de greix. Aquesta manera singular d'alimentar-se permet al monstre de Gila de dejunar durant molt de temps sense perjudici. El baix ritme metabòlic i la seva relativament fresca temperatura corporal redueix més encara la seva necessitat d'ingesta regular d'aliments.
Les femelles del monstre de Gila ponen de 8 a 12 ous, normalment entre els mesos de juliol i agost. El període d'incubació dura de 28 a 30 dies.
Les cries fan de 9 a 12 cm en néixer i aconsegueixen la mida d'un adult en 1 o 3 anys, dels 20 que acostumen a viure.

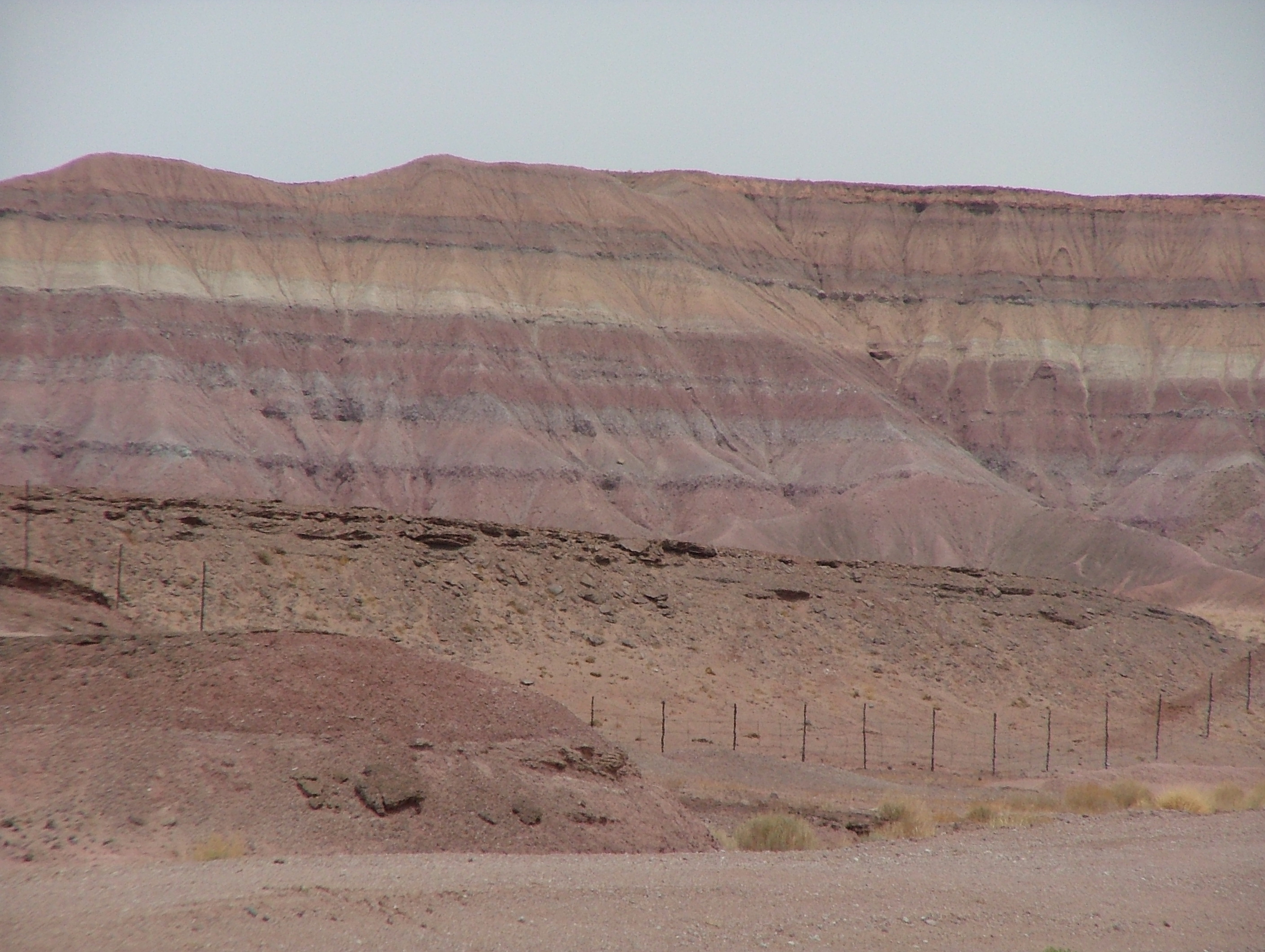
Un desert d'Arizona, concretament el Painted Desert.

### Hàbitat
El monstre de Gila habita deserts i muntanyes rocoses de més de 1.500 metres d'altitud. La gran majoria de la població viu a Arizona i Mèxic, tot i que també hi ha poblacions algunes zones de Califòrnia, Nevada, Utah i Nou Mèxic. La subespècie Heloderma suspectum cinctum viu al Sud, i la subespècie Heloderma suspectum suspectum viu més al Nord (vegeu la secció subespècies per a més informació). Habita les zones àrides, deserts rocosos d'Amèrica del Nord i als boscos tropicals secs. Viu en caus que ell mateix excava, o que ocupa quan se'n va el propietari. El Monstre de Gila generalment evita les calors extremes del sol del migdia i és més actiu durant les hores del matí i el capvespre. Roman dies i setmanes sense sortir del seu cau, i quan finalment es decideix a abandonar el seu alberg, ho fa amb temps plujós i gairebé exclusivament de nit.

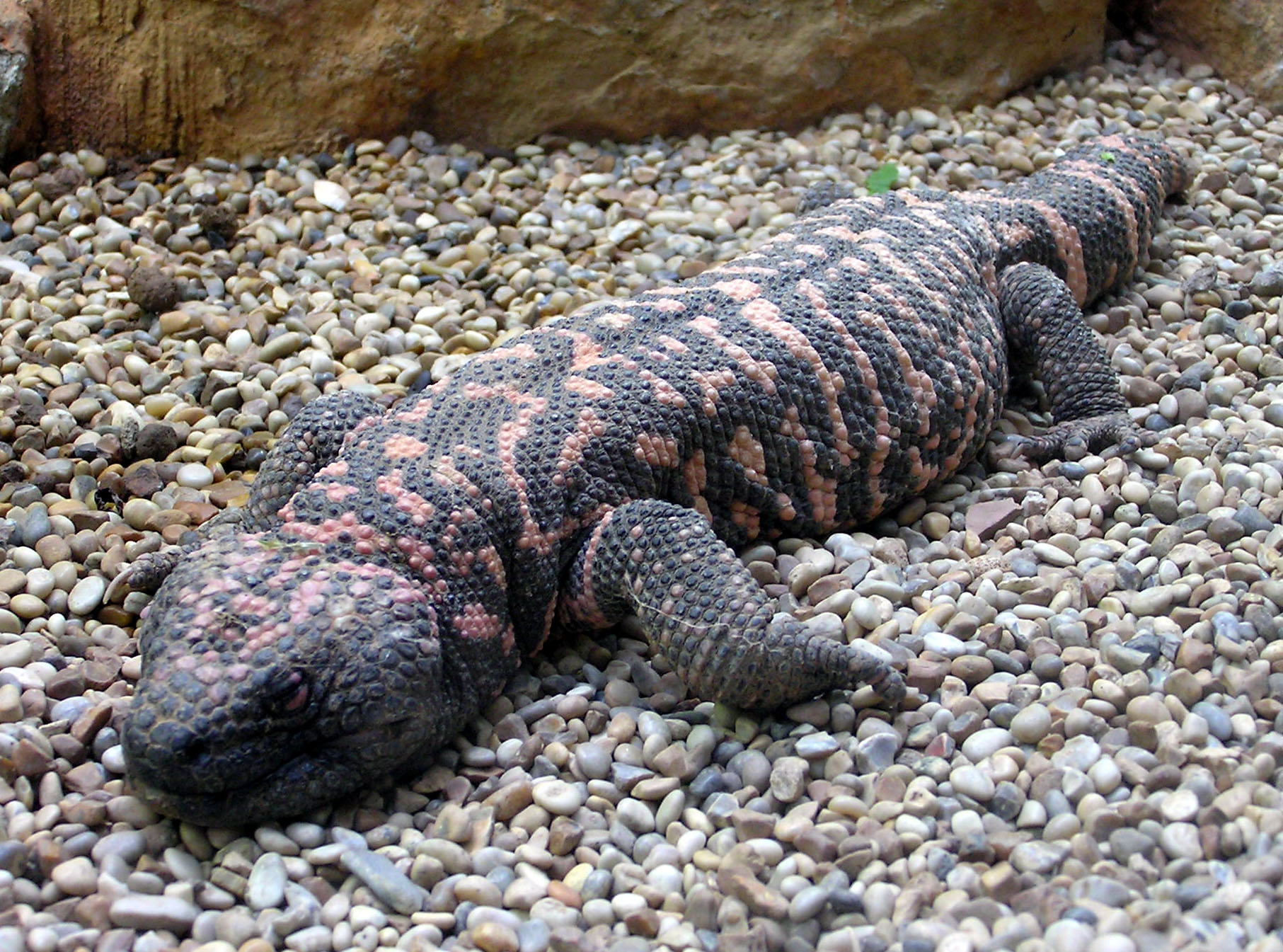
Heloderma suspectum suspectum

## Subespècies
Existeixen dues subespècies de monstre de Gila, Heloderma suspectum cinctum i Heloderma suspectum suspectum.
Descrita per Edward Drinker Cope el 1869, Heloderma suspectum suspectum és la subespècie que viu més al Nord, mentre que l'altra (Heloderma suspectum cinctum) viu al Sud. Heloderma s. suspectum es troba principalment als estats de Sonora i nord de Sinaloa, a Mèxic, a més d'Arizona, als Estats Units, i Heloderma s. cinctum es troba als estats de Utah i Nevada, dels Estats Units.

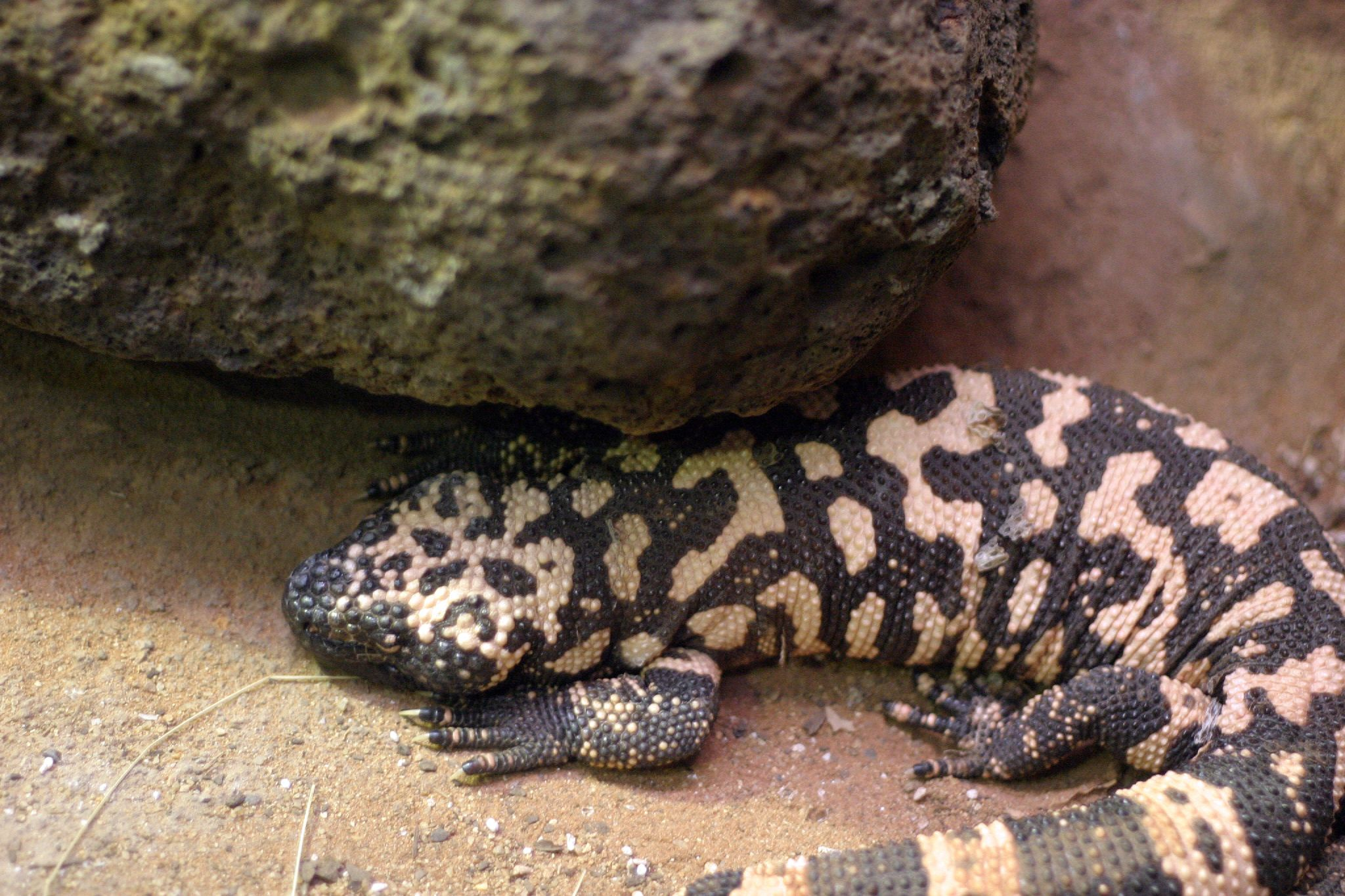
Un monstre de Gila

## Conservació
Segons la Llista Vermella de la UICN, el Monstre de Gila està gairebé amenaçat, pel comerç il·legal, la caça i la degradació de l'hàbitat. El zoo de San Diego va ser el primer zoo a tenir-lo en captivitat, l'any 1963. El 1990 hi havia 357 monstres de Gila en captivitat.
El monstre de Gila és matat normalment perquè és verinós. Està protegit a tots els països on es troba.

### Estat actual i història
Està prohibida la caça d'aquesta espècie o tenir-la en captivitat. És considerada una espècie protegida, ja que el seu hàbitat es troba amenaçat pel desenvolupament urbà i agrícola, i per la construcció de carreteres. Llistat a "Gairebé amenaçat" perquè aquesta espècie ha patit un disminució significativa (però probablement a una proporció de menys d'un 30% sobre tres generacions), especialment a causa de la pèrdua d'hàbitat a través de molta de la seva gamma, així fent l'espècie a prop de qualificar-la com a "Vulnerable" sota els criteris A2, A3 i A4.
- 1986: Es considera vulnerable (IUCN Conservation Monitoring Centre 1986)
- 1988: Es considera vulnerable (IUCN Conservation Monitoring Centre 1988)
- 1990: Es considera vulnerable (IUCN 1990)
- 1994: Es considera vulnerable (Groombridge 1994)
- 1996: Es considera vulnerable (Baillie i Groombridge 1996)

### Als zoos
Hi ha monstres de Gila a bastants zoos d'arreu del món, entre ells el de San Diego (més informació), zoo de Toronto (Heloderma suspectum cinctum) o el de Filadèlfia, on hi ha 13 monstres de Gila, set dels quals mascles (Heloderma suspectum suspectum).
El 28 d'octubre del 2007 s'anunciava que havia nascut una cria de monstre de Gila al Zoo de Barcelona després de 130 dies d'incubació. Aquest feia 16,5 centímetres de llarg i pesava 36,3 grams.